# 히가시아구이촌
히가시아구이촌(東阿久比村)은 아이치현 지타군에 설치되었던 촌이다. 현재의 아구이정 동부에 해당한다.